# 奈良県立橿原考古学研究所

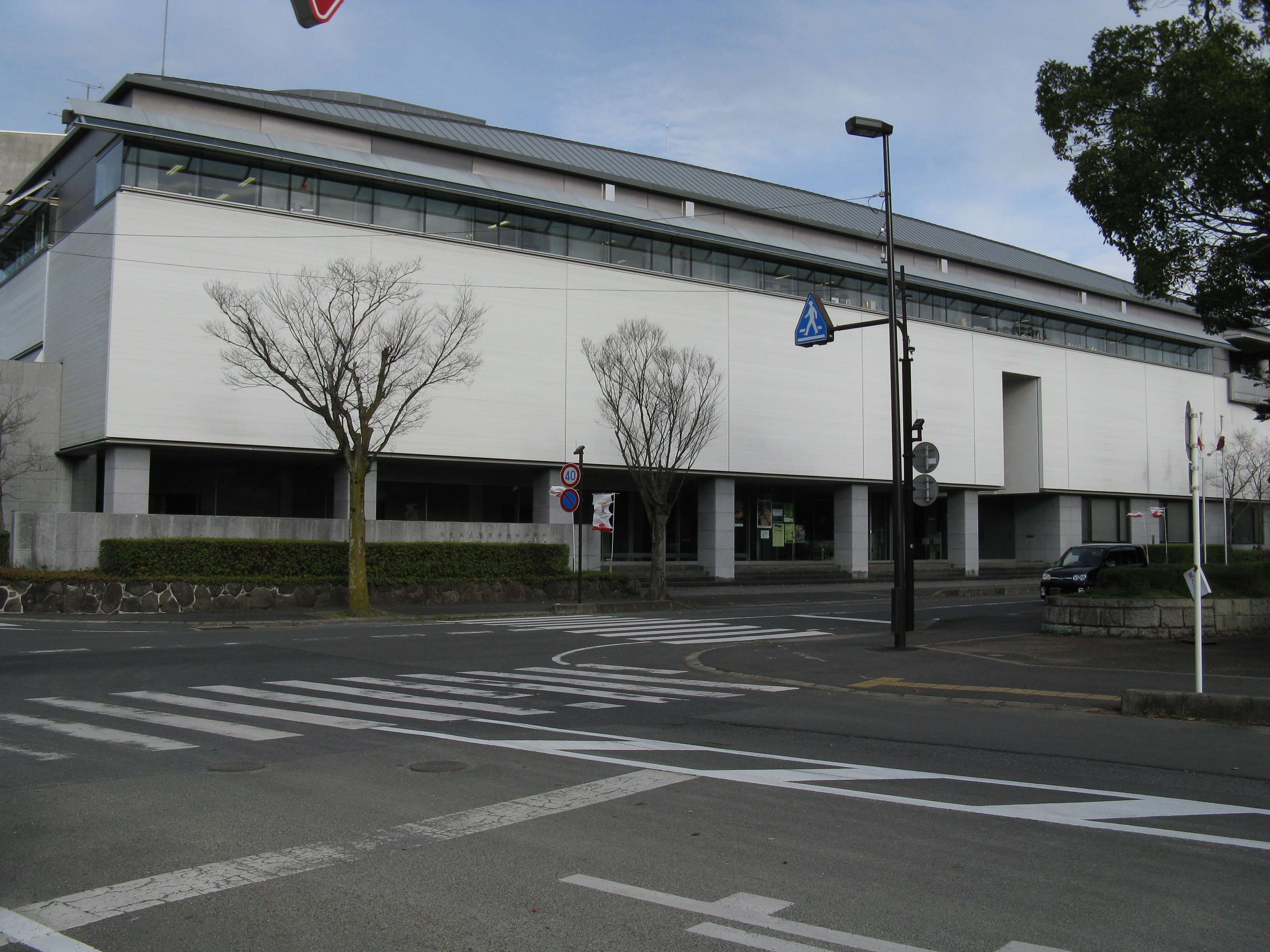
奈良県立橿原考古学研究所

奈良県立橿原考古学研究所（ならけんりつかしはらこうこがくけんきゅうしょ）は、奈良県橿原市畝傍町に設置された県立の埋蔵文化財調査研究機関。奈良県に属する機関である。
現在まで存続している公的な埋蔵文化財研究機関としては最も古い歴史を持つ。橿考研（かしこうけん）と略されることもある。主に奈良県内の遺跡発掘調査を手がけ、初期の纒向遺跡をはじめ、ホケノ山古墳、黒塚古墳、桜井茶臼山古墳、メスリ山古墳、藤ノ木古墳、高松塚古墳などの学史に残る著名な古墳や、飛鳥京跡や東大寺、唐招提寺などの発掘で全国に名を知られる。附属博物館を併設するほか、宇陀市に室生埋蔵文化財整理収蔵センターを設置している。

## 沿革
- 1938年（昭和13年） - 「紀元二千六百年記念行事」の橿原神宮外苑整備事業として橿原遺跡の調査が行われ、京都大学の末永雅雄が9月13日より現地で調査指揮に当たった。この日が橿原考古学研究所の創立記念日とされる。
- 1951年（昭和26年） - 埋蔵文化財研究機関として末永雅雄を所長とする奈良県立橿原考古学研究所が設置された。
- 1972年（昭和47年） - 当研究所の発掘により高松塚古墳壁画を発見。
- 1974年（昭和49年） - 旧橿原公苑考古博物館を研究所附属施設とし、橿原考古学研究所附属考古博物館に改称（後に附属博物館と改称）。
- 1985年（昭和60年） - 藤ノ木古墳第1次調査。
- 1990年（平成2年） - 研究所本館など新施設が完成した。
- 1997年（平成9年） - 黒塚古墳調査。
- 2014年（平成26年） - 旧奈良県立室生高等学校跡に室生埋蔵文化財整理収蔵センターを設置。
- 2015年（平成27年） - 奈良県教育委員会から奈良県知事部局へ移管。

## 組織
- 所長の下に副所長と博物館長を置き、副所長は企画部と調査部、総務課を管轄する。企画部には企画課と資料課を置き、調査部は調査課を置く。
- 博物館長の下には副館長が置かれ、学芸課を管轄する。

## 附属博物館
奈良県立橿原考古学研究所附属博物館には旧石器時代から室町時代までの計約3700点が展示されている。
2018年12月24日から空調設備更新のため休館。藤ノ木古墳から出土の重要文化財を収納している展示ケース内に、錆などを引き起こす有害物質が検出され、原因は合板に使用した接着剤が原因の可能性があるとして、休館中に対策を検討。
2021年11月3日に公開を再開した。

### 博物館沿革
- 附属博物館は1940年（昭和15年）に原田積善会により設立された大和国史館が前身。
- 1949年（昭和24年） - 大和歴史館に改称。
- 1968年（昭和43年） - 博物館法による博物館として登録。
- 1970年（昭和45年） - 橿原公苑考古博物館に改称。
- 1973年（昭和48年） - 奈良県立考古博物館に改称。
- 1974年（昭和49年） - 橿原考古学研究所附属考古博物館に改称。
- 1980年（昭和55年） - 現在名称の橿原考古学研究所附属博物館に改称。

### 歴代所長
- 1951年　末永雅雄
- 1980年　有光教一
- 1985年　岸俊男
- 1989年　樋口隆康
- 2009年　菅谷文則
- 2019年　青柳正規

### 交通
- 近鉄橿原線・南大阪線・吉野線 橿原神宮前駅下車　徒歩15分
- 近鉄橿原線 畝傍御陵前駅下車　徒歩5分

### 利用情報
- 開館時間：午前9時から午後5時まで（入館受付は午後4時30分まで）。
- 休館日：毎週月曜日。月曜日が祝祭日の場合は開館し、その翌日を休館とする。 年末年始（12月28日から1月4日）。

### 料金
入り口付近の一部は無料展示がある。括弧内は20名以上の団体料金。
- 大人：400円（350円）
- 大学・高校生：300円（250円）
- 中小学生：200円（150円）

奈良県の減免取り扱い要領に基づき、外国人観光客は料金が無料となっている。

## 文化財
(*)印の文化財は国（文化庁）所有、橿原考古学研究所附属博物館保管

### 国宝
- (*) 奈良県藤ノ木古墳出土品 - 生駒郡斑鳩町出土。1988年（昭和63年）6月6日に重要文化財に指定、2004年（平成16年）6月8日に国宝に指定。
  - 石棺外出土品
    - 金銅鞍金具 1背
    - 鉄地金銅張鞍金具 残欠共 2背分
    - 金属製品 一括 - 馬具類、挂甲小札、刀身、鉄鏃、鉄製模造品など。
    - 土師器・須恵器（蓋3箇共） 46箇 - 須恵器蓋3箇共37箇、土師器9箇。

  - 石棺内出土品
    - 銅鏡 4面 - 獣帯鏡1、画文帯神獣鏡2、神獣鏡1。
    - 金属製品 一括 - 金銅冠、金銅履、金銅製・銀製装飾品類、刀剣類など。
    - ガラス製品 一括 - ガラス玉類。
    - 附 繊維類 一括

### 重要文化財（国指定）
- 奈良県橿原遺跡出土品（考古資料） - 縄文時代晩期、畝傍山麓出土。2002年（平成14年）6月26日指定。
- 大和唐古遺跡出土品（考古資料） - 弥生時代、磯城郡田原本町出土。1967年（昭和42年）6月15日指定。
- 水注形土器（考古資料） - 弥生時代、橿原市一町出土。1967年（昭和42年）6月15日指定。
- 大和国高市郡牽牛子塚古墳出土品（考古資料） - 古墳時代、明日香村越出土。1953年（昭和28年）11月14日指定。
- 大和御坊山第三号墳出土品（考古資料） - 古墳時代、生駒郡斑鳩町出土。1981年（昭和56年）6月9日指定。
- (*) 奈良県島の山古墳出土品（考古資料）  - 古墳時代、磯城郡川西町出土。1998年（平成10年）6月30日指定。
- (*) 奈良県黒塚古墳出土品（考古資料） - 古墳時代、天理市柳本出土。三角縁神獣鏡33面等を含む。2004年（平成16年）6月8日指定。
- 奈良県メスリ山古墳出土品（考古資料） -  古墳時代、桜井市高田出土。2005年（平成17年）6月9日指定。
- (*) 太安萬侶墓誌（附 真珠4顆）（考古資料） - 奈良時代、奈良市此瀬町出土。1981年（昭和56年）6月9日指定、2025年度（令和7年度）に国宝に指定予定（官報告示を経て正式指定となる）。

### 奈良県指定文化財
- 有形文化財[5][6]
  - 馬見二ノ谷遺跡出土品（考古資料） - 2018年（平成30年）2月2日指定。
  - 銅鐸（考古資料） - 2005年（平成17年）3月29日指定。
  - 圭頭大刀（考古資料） - 1959年（昭和34年）2月5日指定。
  - 下池山古墳出土品（考古資料） - 2006年（平成18年）3月31日指定。
  - 大和天神山古墳出土木棺（考古資料） - 2008年（平成20年）3月28日指定。
  - ホケノ山古墳出土品（考古資料） - 2013年（平成25年）3月29日指定。
- 天然記念物[5]
  - 馬見丘陵出土シガゾウ化石 馬見丘陵出土シカマシフゾウ化石 - 1986年（昭和61年）3月18日指定。